# 무안군 갑
무안군 갑은 대한민국의 옛 국회의원 선거구이다. 당시 전라남도 무안군의 일부 지역을 관할했다.

## 역사
제헌 국회의원 선거를 앞두고 무안군의 일부 지역을 관할하는 선거구로 신설되었다. 신설 당시 무안군 이로면, 삼경면, 일로면, 몽탄면, 청계면, 금성면, 현경면, 망운면, 해제면을 관할했다.
제4대 국회의원 선거를 앞두고 현경면, 망운면, 해제면이 신설되는 무안군 병 선거구로 분구되었다.
제6대 국회의원 선거를 앞두고 무안군 갑, 을, 병 선거구가 통합되면서 무안군 단독 선거구를 이루게 됨에 따라 폐지되었다.

## 역대 국회의원
| 선거   | 정당 | 정당       | 의원   |
| ------ | ---- | ---------- | ------ |
| 1948년 |      | 한국민주당 | 김용현 |
| 1950년 |      | 민주국민당 | 김용무 |
| 1954년 |      | 무소속     | 신행용 |
| 1958년 |      | 자유당     | 나판수 |
| 1960년 |      | 민주당     | 김옥형 |

## 역대 선거 결과

### 대한민국 제헌 국회의원 선거
|  | 52.87% |

|  | 26.35% |

|  | 20.77% |

|  | 0% |

|  | 0% |

### 대한민국 제2대 국회의원 선거
|  | 27.73% |

|  | 17.12% |

|  | 14.09% |

|  | 9.93% |

|  | 9.08% |

|  | 8.72% |

|  | 6.94% |

|  | 6.35% |

### 대한민국 제3대 국회의원 선거
|  | 32.42% |

|  | 22.51% |

|  | 18.68% |

|  | 14.72% |

|  | 11.64% |

|  | 0% |

### 대한민국 제4대 국회의원 선거
|  | 27.67% |

|  | 25.42% |

|  | 25.08% |

|  | 21.81% |

### 대한민국 제5대 국회의원 선거
|  | 26.97% |

|  | 18.36% |

|  | 17.84% |

|  | 12.73% |

|  | 7.30% |

|  | 7.04% |

|  | 4.38% |

|  | 3.47% |

|  | 1.87% |